# Monty Python's Holy Ail
Monty Python's Holy Grail (met de letters 'Gr' doorgestreept) is een bier dat gebrouwen wordt door de Black Sheep Brewery. Het is op de markt gebracht ter gelegenheid van het dertigjarig jubileum van Monty Python in 1999. Het bier wordt geleverd in flessen van 500 ml en heeft een alcoholpercentage van 4,7%.
Het etiket verwijst naar de film Monty Python and the Holy Grail met de aanbeveling Tempered over burning witches.
Het bier is buiten het Verenigd Koninkrijk alleen te verkrijgen in de Verenigde Staten, Zweden, Canada, Finland, Ierland en Australië.